# ガルプセン
ガルプセン (ドイツ語: Garbsen, ドイツ語発音: [ˈgarps̩n] ( 音声ファイル)) は、ドイツ連邦共和国ニーダーザクセン州ハノーファー広域連合に属す市である。ハノーファー広域連合で2番目に大きな人口約6万人の都市である。この中規模都市は州都ハノーファーの北西に位置している。集落名の「Garbsen」は1223年から文献に現れる。現在の13市区の一部は、1974年の地域再編でガルプセンに組み込まれるまで独自に発展してきた。
工業化の進展に伴い、特に第二次世界大戦後にガルプセンおよびその前身となった自治体の人口は急速に増加した。現在のアウフ・デア・ホルスト市区は1963年以後に住人1万人に対応する住宅・労働者地区として建設された。元々は州都ハノーファーによって計画されたアウフ・デア・ホルストは、ガルプセンの都市発展において重要なファクターであった。
ガルプセンは、戦後数十年間、VW商用車両、コンチネンタル、VARTA、ジョンソンコントロールズといったハノーファーの工業系企業の労働者のための「ベッドタウン」であった。その後ガルプセンは経済構造の重要な転換を経験した。様々な分野の中規模企業が創立あるいは進出し、雇用は2倍以上に拡大した。
生産技術センター (PZH) や水中技術研究所といった、ライプニッツ大学ハノーファーの機械製造学科の重要な部分がガルプセンにある。2019/20の冬季学期からは、機械製造学科全体が、ガルプセン機械製造キャンパス (CMG) に統合された。

## 地理

### 位置
ガルプセンは、自然地区区分上ヴェーザー＝アラー平地に属しており、ライネ川の低地とオッテルンハーゲナー・モーアとの間に位置している。高低差はわずか数メートルほどである。

### 市の構成
ガルプセン市は以下の市区で構成される:
| - アルトガルプセン - アウフ・デア・ホルスト - ベーレンボステル - フリーリンゲン - ガルプセン＝ミッテ - ハーフェルゼ - ハイトリンゲン | - ホルスト - マイエンフェルト - オスターヴァルト・オーバーエンデ - オスターヴァルト・ウンターエンデ - シュロス・リックリンゲン - シュテリンゲン |

### 市域の広がり
市域の面積は 79.32 km2 である。

### 隣接する市町村
ガルプセンは、北西はノイシュタット・アム・リューベンベルゲ、北東はヴェーデマルク、東はランゲンハーゲン、南東はハノーファー、南はゼールツェ、南西はヴンストルフと境を接する。

### 地質学
市域の土壌は、ライネ＝アウエ地域がローム質の粘土の土壌である以外は、主に砂地あるいはモーアの土壌（ハノファー・モーアゲースト）である。たとえばアルトガルプセンやハーフェルゼ地域の砂や礫の堆積物は最後の氷期であるヴァイヒゼル氷期の河川によって生成されたが、フリーリンゲンやマイエンフェルトといった他の地区では融解した水による堆積物で、一部にはザーレ氷期（ドレンテ期）のグランドモレーンが点在している。また、ガルプセナー・シュヴァイツやシュロス・リックリンゲンには、細かい、あるいは中程度の砂でできた砂丘がある。隣接するハノーファーのマリエンヴェルダー地区に含まれるヒンユーバーシャー・ガルテン（ヘクセン塔）やクロスターフォルストのグロッケンベルクにも砂丘が見られる。
（アルト）ガルプセンの砂は、第一次世界大戦開戦前から1970年まで様々な場所で採掘され、ガルプセンの工場（「キービッツモーア」、「ガルプセン」、「ニーダーザクセン」、「ハンザ」、「ハノーファー」）で砂石灰レンガに焼成された。これによりガルプセンの丘は消失し、通りの名前（たとえば、オスターベルク、ミューレンベルク、シュトライトベルク、ポットベルク）にその名残が感じられるだけである。建築目的の砂や礫は現在のブラウアー湖の坑道から採掘された。
表層に近い白亜紀前期の粘土や粘岩は、ベーレンボステル市区の周辺で見られる。海洋起源の、一部泥灰岩を含む泥岩はベーレンボステル周辺ではバレミアン階およびアプチアン階に含まれ、さらに北のシュテリンゲン、オスターヴァルト、ハイトリンゲンのはオーテリビアン階に属す泥岩である。粘土は19世紀半ばから採掘され、レンガ造りに用いられた。市域内には多くのレンガ工場が存在していた。

## 歴史

### 概略
現在のガルプセンの市域にあたる地域に関する古い記録は、近隣の、1196年に創設されたマリエンヴェルダー修道院や、シュロス・リックリンゲンを含むラウエンローデ伯領（13世紀）と関連している。地名の Gerbsen は、最初に入植したゲルマン人の名前に由来するか、あるいは別の説では Gerberhausen（直訳: 革なめし工の集落）の省略形であるとされ、1223年に最も古い記録が遺されている。
発展の初期において、現在のガルプセン市の領域は丘と水と湿地で占められていた。集落開発は、当時は主に木が茂っていた、氷期に形成された丘の上で行われた。
集落は当初、互いに比較的無関係に発展した。1925年にはすでに、住民のほぼ半分が農業以外の職に従事していたが、兼業農家の数は現在よりも多かった。農業の他には、原料が産出したことからレンガ造りが盛んになり、経済発展に寄与した。
ガルプセンに近いハノーファーのシュテッケン市区に「コンチネンタル」ゴム工場の支社（1938年）や蓄電池工場「VARTA」ができたこと、ゼールツェに化学工場「リーデル・ド・ヘーン」（現在の「ハニーウェル」）が存在したことで、ガルプセンの外観が変化していった。田舎の風情は、発展の過程で新しい建物によって変貌あるいは排除されていった。
ガルプセンとハーフェルゼ（当時新たに建設されたアウフ・デア・ホルスト市区を含む）は1967年1月1日に合併し、新しい自治体ガルプセンとなった。1968年7月17日、この町に都市権が認められた。この街はノイシュタット・アム・リューベンベルゲ郡に属し、後にハノーファー郡に移行した。1974年3月1日の自治体新設（地域再編）に伴い、シュロス・リックリンゲン、ホルスト、マイエンフェルト、フリーリンゲン、オスターヴァルト・オーバーエンデおよびウンターエンデ、シュテリンゲン、ベーレンボステル、ハイトリンゲンがこの街に加わった。1980年代の初めに新たにガルプセン＝ミッテ市区が設けられた。ここは今日に至るまで建築的発展が見られている。ガルプセン＝ミッテには市庁舎（1998年）、2つのショッピングセンター、映画館、レストラン、カフェが造られた。
2020年3月31日現在、ガルプセンは人口約63,000人の、住宅や職場が存在する、いわゆる中規模中心都市となっている。かつてのガルプセンは、現在のアルトガルプセン市区である。

### 市町村合併
- 1967年1月1日: ハーフェルゼ
- 1974年3月1日: ベーレンボステル、フリーリンゲン、ハイトリンゲン、ホルスト、マイエンフェルト、オスターヴァルト（オーバーエンデおよびウンターエンデ）、シュロス・リックリンゲン、シュテリンゲン[3]

## 住民

### 人口推移

ガルプセンの人口推移

中世から近世には、ガルプセンは数十人の住民が住む小さな村であった。人口はゆっくりと増加し、度重なる戦争、疫病、飢餓により逆戻りした。20世紀の工業化により人口増加が加速した。1910年には757人だった人口が、1966年にはすでに11,467人になっていた。ハーフェルゼ（1966年時点の人口は 11,732人）と合併したことで1967年1月1日の人口は23,199人となった。
1974年3月1日に多くの周辺町村を併合したことで人口は29,043人から56,000人を超えるまでに増加した。ニーダーザクセン州統計局の研究に基づく2005年9月30日のガルプセンの公式人口は、63,097人であった。

### 宗教

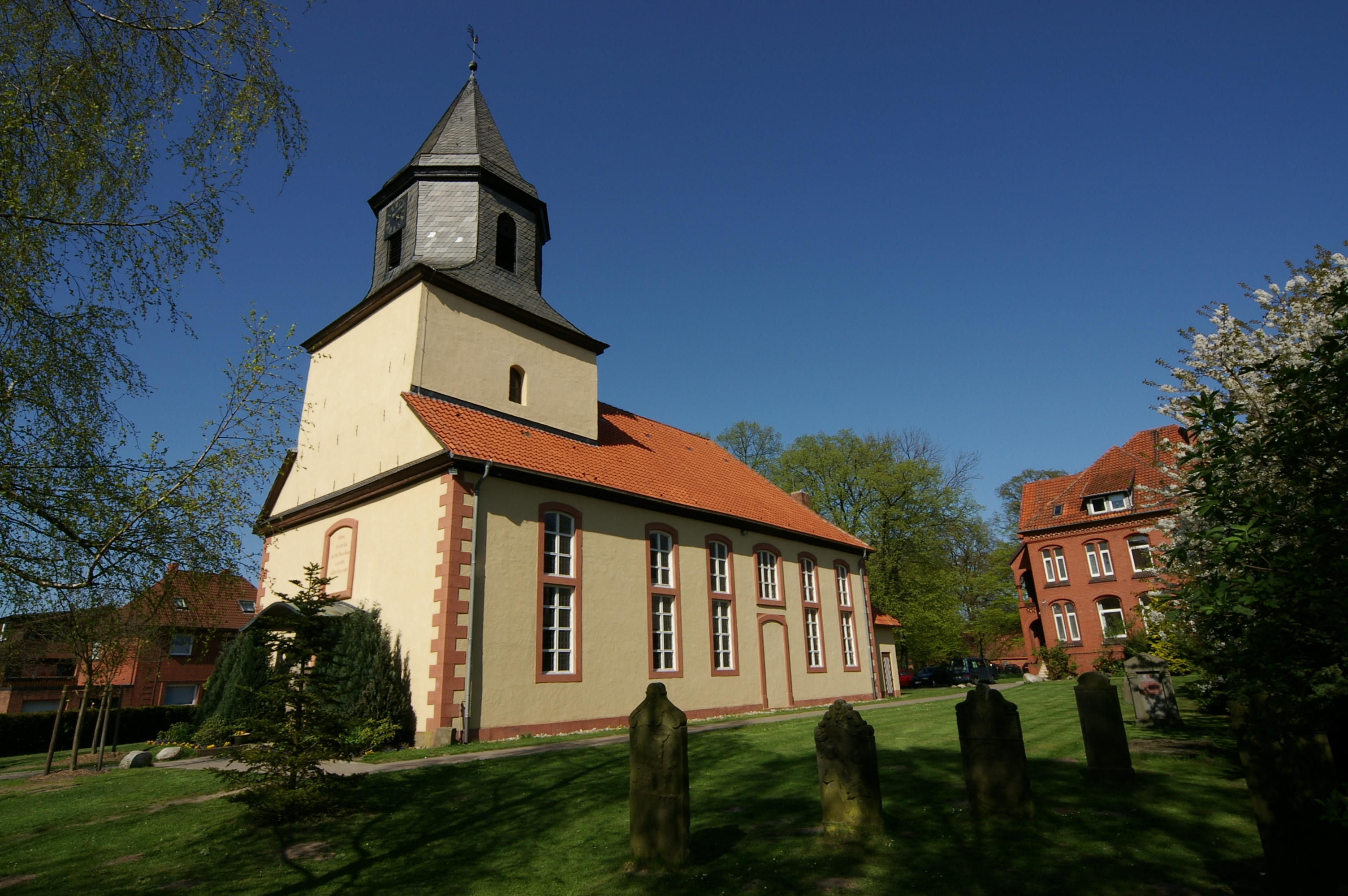
オスターヴァルトの教会

ハノーファー広域連合では、宗教改革以後、プロテスタントが主流である。
2019年12月31日現在、住民の 30 % が福音主義ルター派、14 % がローマ＝カトリックの信者である。56 % が他の宗教団体に属しているか、無宗教である。
ガルプセンの福音主義ルター派の教会はハノーファー市教会連合に属している。
カトリック教会については、ガルプセンはハノーファー主席司祭区の聖ラファエル教会の本拠地である。これには、アウフ・デア・ホルスト、ベーレンボステル、ハーフェルゼの3つの教会が属している。この他にアルトガルプセンにカトリック教会があったが、2007年に世俗化された。
ガルプセンには、イスラム教のモスクが2つある。
この他に、ニーダーザクセン人文主義連盟の地方支部、無宗教者世界観協会がある。この協会は、青少年の祝典や、出産、結婚、死亡といった冠婚葬祭の式典を企画している。この団体は、宗教や世界観に関係なくシュロス・リックリンゲンの森の墓地ライネアウエに尊厳を持って埋葬される機会を提供している。

## 行政

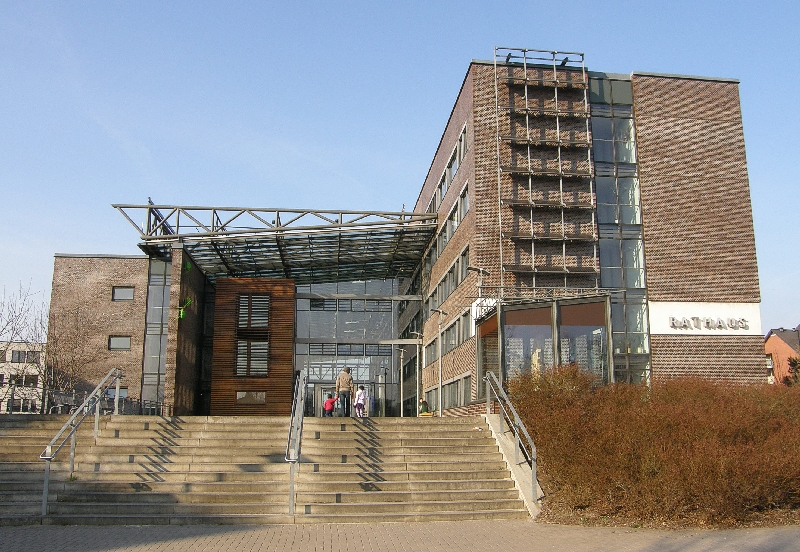
ガルプセン市庁舎

### 議会
ガルプセンの市議会は、42議席で構成されている。

### 首長
ガルプセンの市長は、2021年11月1日からクラウディオ・プロヴェンツァーノ (SPD) が務めている。彼は、2021年9月26日の決選投票で、対立候補のビョルン・テクトマイアー (CDU) に対して、55.83 % の支持票を獲得した。この選挙の投票率は 59.26 % であった。それ以前はクリスティアン・グラール (CDU) がガルプセンの市長を務めていた。彼は、2014年6月15日の決選投票で、前任者のアレクサンダー・ホイアー (SPD) に勝利して市長に選出された。
1998年以降、市長は同時に行政のトップでもある。それまで行政は専任のシュタットディレクターが指揮していた。
1974年の以降の市長を列記する。
- 1974年 - 1981年: カール＝ハインツ・シュトレールケ (SPD)
- 1981年 - 1986年: ハインツ・プリーベ (CDU)
- 1986年 - 2006年: ヴォルフガング・ガラー（SPD、1998年以降、市長は専任の行政トップとなった）
- 2006年 - 2014年: アレクサンダー・ホイアー (SPD)
- 2014年 - 2021年: クリスティアン・グラール (CDU)
- 2021年11月1日 - : クラウディオ・プロヴェンツァーノ (SPD)

過去のシュタットディレクターは以下の通りである。
- 1974年 - 1986年: ヤン・ヘートマン
- 1986年 - 1998年: クラウス・クルツェ[12]

### 地区
ガルプセンは、ガルプセン、ベーレンボステル、ホルスト、オスターヴァルトのオルトシャフト（地区）で構成されており、それぞれ地区議会議員が選出される。地区議会は、たとえば地元の団体やプロジェクトへの助成金や、通りの命名といったそれぞれの地区固有の問題を決定する。地区議会は、その地区に影響を及ぼすあらゆる議論に関する政治的決定に関わっている。この他に地区議会議員は、投票権を持つ立場や助言を与える立場で市議会の委員会に参加する。市議会議員は、自分が住む地区議会に助言者として参加している。

### 紋章

#### 1975年以降の現行の紋章
デザインは、ハノーファー広域連合でいくつかの紋章を制作している紋章研究家で作家のウェルナー・ケムリングが行った。紋章の認可は1975年4月7日にハノーファーの地域長によってなされた。
図柄: 青地と赤地に左右二分割。向かって左に直立し、赤い爪と舌を持つ銀の獅子。その後ろ足は分割線によって切れている。向かって右は3本の金の横帯。
紋章の由来: この紋章は、かつてのハノーファー王国アムト・リックリンゲンの紋章に由来する。ガルプセンの市域（1974年3月1日以降）と旧アムト・リックリンゲンの地域がほぼ重なっているためである。古いアムトの紋章では、ゆったりと歩く半身の獅子が描かれていたのだが、様式的に改善されている。

#### 1967年からの旧紋章
デザインは、ハノーファー広域連合の数多くの紋章を制作した紋章研究家で紋章画家のグスタフ・フェルカーが行った。この紋章は1966年12月22日にハノーファーの地区長によって認可された。
図柄: 青地に銀の壁の留め具。向かって左は三段の銀の段の上に銀の煙突がそびえている。向かって右は短い枝に止まった銀のオオタカ。
紋章の由来: 以前は独立していた自治体ガルプセンとハーフェルゼの議会の決定に基づき、両自治体の紋章から主要な意匠が採用され、組み合わされた。煙突は、ガルプセンの紋章から採られた。これはガルプセンで産出する砂により興った砂石灰レンガ産業を象徴している。オオタカはハーフェルゼの紋章に描かれていたものである。これは、ハーフェルゼ (ドイツ語: Havelse) という地名の語源（Havekesla = Habichtswald = オオタカの森）に由来する。新たに追加された要素である壁の留め具は、両自治体の結びつきを表している。

#### 1955年の歴史的紋章
このデザインは紋章研究家で紋章画家のグスタフ・フェルカーによってなされた。この紋章は1955年5月19日にニーダーザクセン州内務大臣により認可された。
図柄: 青地で基部に緑色の三峰の山。山の中に金の壺。山の上に4段の基壇上にそびえる銀の煙突。その向かって左に金の穂、向かって右に銀のモミの木。
紋章の由来: 中に壺が描かれた三峰の山は、この地域の砂の中から多くの壺が発掘されたことを示している。この砂からは砂石灰レンガ産業が興り、ガルプセンの経済的飛躍に寄与した。向かって左の穂はかつての農業を、向かって右のモミの木はやはり昔の豊富な森林を表している。

### 姉妹都市
ガルプセンは、以下の都市と姉妹都市関係にある。
- エルヴィル＝サン＝クレール（フランス、カルヴァドス県）[18]
- バセットロー（英語版）（イギリス、ノッティンガムシャー）[19]
- ファーマース・ブランチ（英語版）（アメリカ合衆国、テキサス州）[20]
- シェーネベック（ドイツ語版、英語版）（ドイツ、ザクセン＝アンハルト州）[21]
- ブジェシニャ（ポーランド語版、英語版）（ポーランド、ヴィエルコポルスカ県）[22]

## 文化と見所

### 音楽、芸術、クラブ活動
ガルプセンは、初夏に地元のスポンサーと共同で野外コンサートシリーズ「ブルース・タイム」（2017年までは「ブルース・マチネー」という名称であった）を開催している。このシリーズでは、何週間にもわたって日曜日の午前に無料のブルース・コンサートが市庁舎前広場で行われる。出演者は主に国際的に知られたドイツ人や外国人のブルース・ミュージシャンであるが、主催者は定期的に成長過程の地元バンドも招待している。冬季には、市は夕方に市庁舎ホールを開放して「ブルース・イブニング」という名称でコンサートを行っている。また国際的に有名なロックのコピーバンドによる市庁舎での無料コンサートを「ガルプセン・ロックト」という別のフォーマットで開催している。
ジャズ演奏のビッグ・バンド「ベーレンボステル」は、2016年に全国的なジュニアコンクールで13年間で3度目となるドイツのベスト・スクール・ビッグ・バンドを受賞し、全国的な注目を集めた。このバンドは、連邦レベルでの勝利の他に13の州レベルのタイトルを有している。
ジャズクラブ・ガルプセンは、2014年5月から家具店「メーベル・ヘッセ」敷地内の旧レンガ工場倉庫をはじめ、様々な場所で定期的にコンサートを開催している。このレンガ工場倉庫やその周辺の空き地は、人気のコンサート会場となり、夏には野外フェスも開催されている。
ほぼ2年ごとに20年以上にわたって開催されていた「ガルプセンの文化の日」は、2015年に終了した。その替わりとして市議会は、イベントシリーズ「Kultour」（Kultur = 「文化」と Tour = 「ツアー」のかばん語）を開始した。この新しいフォーマットは、通常であれば芸術や文化と結びつかない地区に訪問者を誘導することを目的としている。アーティストは、音楽、演芸、演劇といった分野で30分くらいの短いプログラムを上演し、それを1日に何度も繰り返す。これによって聴衆は、様々な会場を1日で訪れることができる。
ガルプセンには固有の劇場はないが、3つの学校センターのうち2つに、それぞれプロ用舞台技術と数百人の観客を収容できる大きなイベントスペースが用意されている。ガルプセンの文化協会もそのプログラムのためにこれらの会場を利用している。2015/16年の演劇シーズンにはハーディー・クリューガー・ジュニアが「ダス・ボート」を客演した。さらにガルプセンでは多くの演劇グループやアンサンブルが活動しており、これらのステージでその作品を上演している。
ホルスト地区には、主に政治キャバレーが上演されるホルスター・ハルレキンがある。田舎の風情が色濃いハイトリンゲンの農場では、1990年から毎年「ハイトリンゲンの秋」が開催されている。民間が運営するこのイベントでは、9月から11月にかけて演芸、演劇、音楽といったプログラムが上演される。
ハーフェルゼの旧町役場は、カルチャーハウスに転用されている。「Kalle」（Kultur für alle ＝ みんなの文化）の名の下、ここには多くのクラブや団体が存在している。カルチャーハウス Kalle では、大規模な芸術コースのプログラムの他に小規模なコンサートやその他の公演が行われている。音楽・芸術学校がそのコーディネイトを行っている。
ガルプセンはドイツにおけるドミノの中心地で、4人の国際的なドミノ・マイスター、2004年ドミノ世界チャンピオン、2005年同準チャンピオン、2005年マリア＝テレーズ杯優勝者が住んでいる。ガルプセンのユルゲン・ポライが2014年に世界チャンピオンになった。ニックとビーノのノルティング兄弟は2016年に世界チャンピオンと準チャンピオンになった。マックス・ノルティングは2018年の世界選手権で優勝し、ガルプセンとノルティング家はこのタイトルを防衛した。
サークル「レーゼルスト・イン・ガルプセン」e.V. は、ガルプセン市立図書館を支援し、読書全般を促進することを目的に2006年2月に設立された。アウフ・デア・ホルスト地区に「公共本棚」を開設したほか、レーゼルストは子供（たとえば、読み聞かせ会）や成人（たとえば、ハインリヒ・ハイネの夕べ）のためのイベントを数多く開催している。
ドイツ・アマチュア＝ラジオ＝クラブのアマチュア無線協会地区支部が1975年からガルプセンに存在している。地区支部には約55人が加盟している。クラブステーションはオスターヴァルト地区の基礎課程学校内にある。

### 博物館
アルトガルプセンの郷土博物館（ハノーフェルシェ通り134番地）は、かつての労働者厨房（1890年頃）の建物内にレンガ作品を収蔵している。技術展示や地元の自然文化展示およびガルプセンの歴史的な写真の他に、建物の地下倉庫ではガルプセンにおけるレンガ製造業の歴史に関する展示がなされている。
アウフ・デア・ホルスト市区（タールカンプ）の玩具博物館には、世界中の人形や玩具が展示されている。

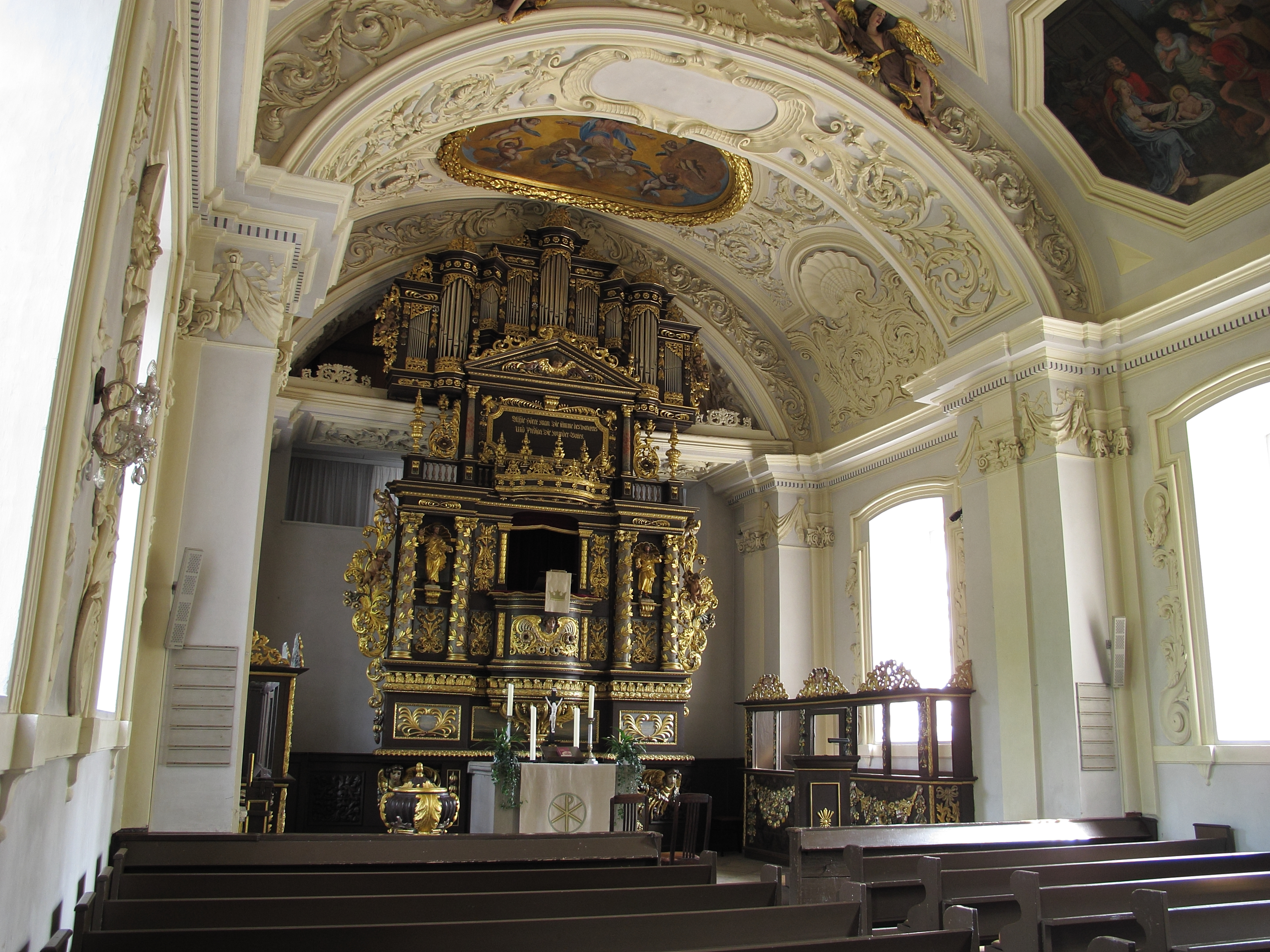
シュロス・リックリンゲンの教会内陣

### 建築
シュロス・リックリンゲンのバロック教会、オスターヴァルトのバロック教会、ミッテルラント運河と1911年から1913年に架けられたライネシュトルム橋（運河橋 Nr. 253）およびライネフルート橋（運河橋 Nr. 252）は見応えがある。ここでは堤防の機能を果たしながらライネタールを横断するこの橋は1995年から1998年までの間に新しい橋に架け替えられた。ライネフルート橋のたもとには、1909年2月6日、1946年2月10日、1981年3月13日、1998年11月3日の激烈な洪水を記念する洪水記念碑が建立されている。

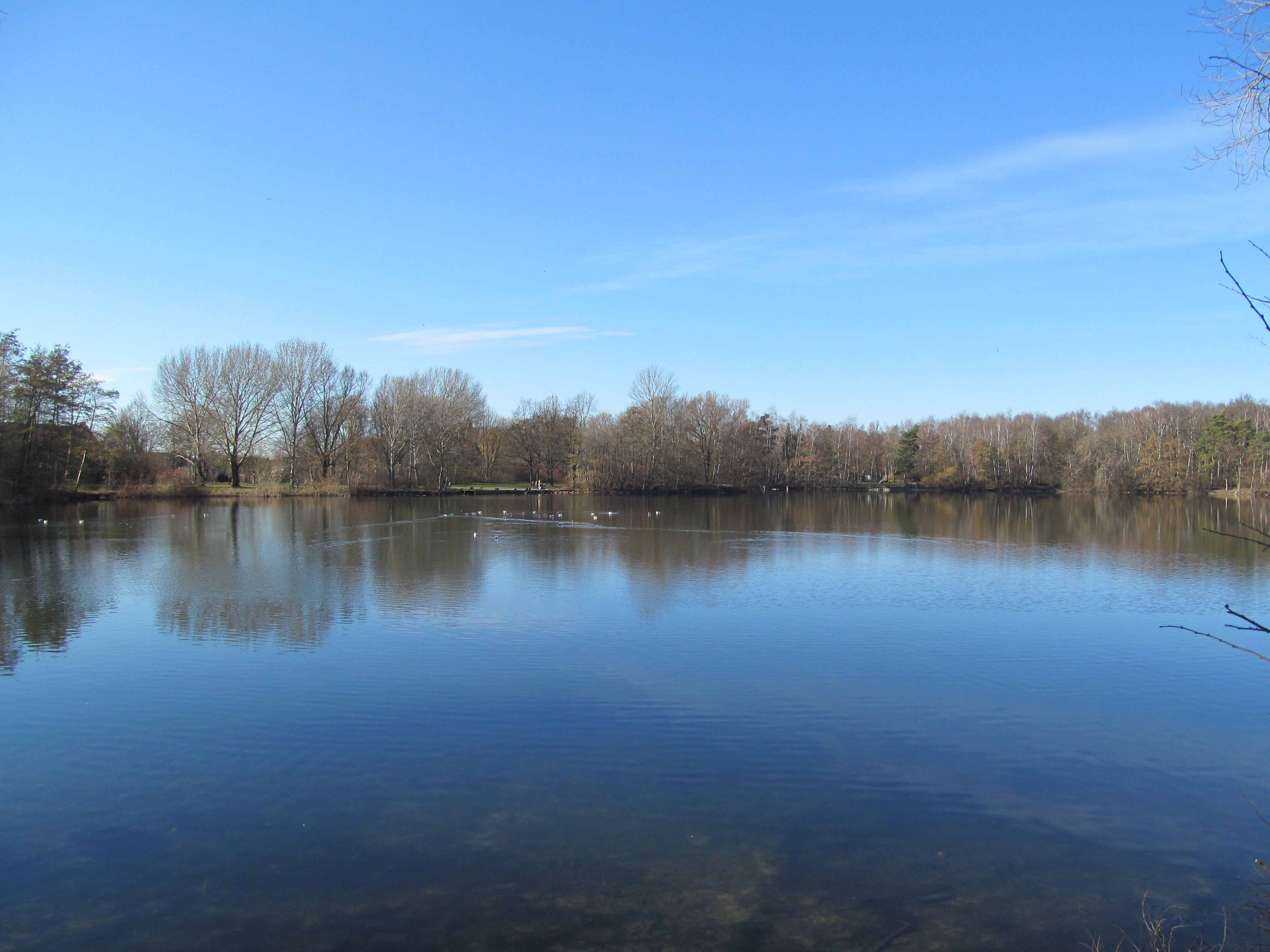
シュタットパルクのシュヴァルツァー湖

### 公園
街の中心に位置する広さ 25 ha のシュタットパルク（市立公園）は、1984年から1988年までと1993年から1995年までの2期の工期で造られた重要な近郊の憩いの地である。この公園は地域を超えてネットワーク化された緑地システムに組み込まれており、森、水域、空き地、古典的な公園といった区画からなっている。
シュタットパルクの中心は、かつてレンガ工場が隣接していた粘土の採掘地であったシュヴァルツァー・ゼー（シュヴァルツァー湖）である。かつての工業利用の最後の遺構が、主に自然に近い状態の公園施設にある環状窯である。現在、環状窯のヴォールトは、種の保護のための重要なビオトープとして、NABUによって管理されており、コウモリの営巣地として利用されている。
シュタットパルクのもう1つの重要な要素が、54本の土着および外来の樹木種からなる樹木学習路である。
公園の西側には、泉、街灯、ハーブ園からなるエントランスから、旧果樹園やオークの木立を通る小径が設けられている。ここでは、春になると黄色いチューリップの仲間や青いツリガネズイセンが多くの花を咲かせる。
シュタットパルクは、文化・芸術イベントの会場として用いられる。たとえば伝統的なパルクパノプティクム（直訳: 公園の見世物）では公園全域で多くの芸術家や Walk-Acts がパフォーマンスを披露する。シュタットパルクでは多くの芸術作品も見ることができる。
人口が多いベーレンボステル市区にあるヴェルナー＝ベスマン＝パルク（旧市民公園）は街の都会的な地区に設けられた第2の、小さい方の憩いの場である。亡くなった元区長ヴェルナー・ベスマンにちなんで名付けられたこの公園は、草木に縁取られ、古いオークの木がある。あらゆる年代のためのスポーツ施設や遊具が用意されている。ヴェルナー＝ベスマン＝パルクには集会所が設けられており、多くのクラブや団体が利用している。

### 自然とレジャー
市域の特に北と西は主に田舎の風情である。総面積の約 42 % が景観保護区や自然保護区に指定されている。ライネアウエ、オスターヴァルダー・モーア、ガルプゼナー・シュヴァイツの森林地区は、サイクリングやハイキングに適している。シュタットパルクのベーレンボステル湖とシュヴァルツ湖、ガルプゼナー・シュヴァイツに近いブラウ湖の3つの大きな湖で自然に親しむことができる。ブラウ湖は水浴場として利用されており、ウォータースポーツ愛好家の人気の場所に発展している。さらにここではアドヴェンチャー＝ミニゴルフ施設も営業している。
オスターヴァルトの北にオスターヴァルトの森がある。これはノイシュタットのモーア地域にまで広がっている。オスターヴァルト唯一の川であるアウター川がこの森を流れている。この森では伝統的な林業が現在も営まれている。現在も古くからの農家の農場の多くがこの森に接している。
ベーレンボステルの近くにケリングスモーアがある。アウフ・デム・シャハト地区は、シュテリンゲンからエンゲルボステルへむかう遊歩道の終点となっている。

### スポーツ
ガルプセンには59のスポーツクラブがあり、約14,000人が登録して活動している。

#### ハンドボール
会員数の最も多いクラブが、ガルプセン＝オスターヴァルトの SV ヴァッカー・オスターヴァルトである。そのハンドボール女子チームは、ブンデスリーガ2部に昇格して連邦全土で注目された。このチームは、現在レギオナルリーガ・ノルトに参加している。ヴァッカーは2007年にジュニア部門でドイツ準チャンピオンとなった。

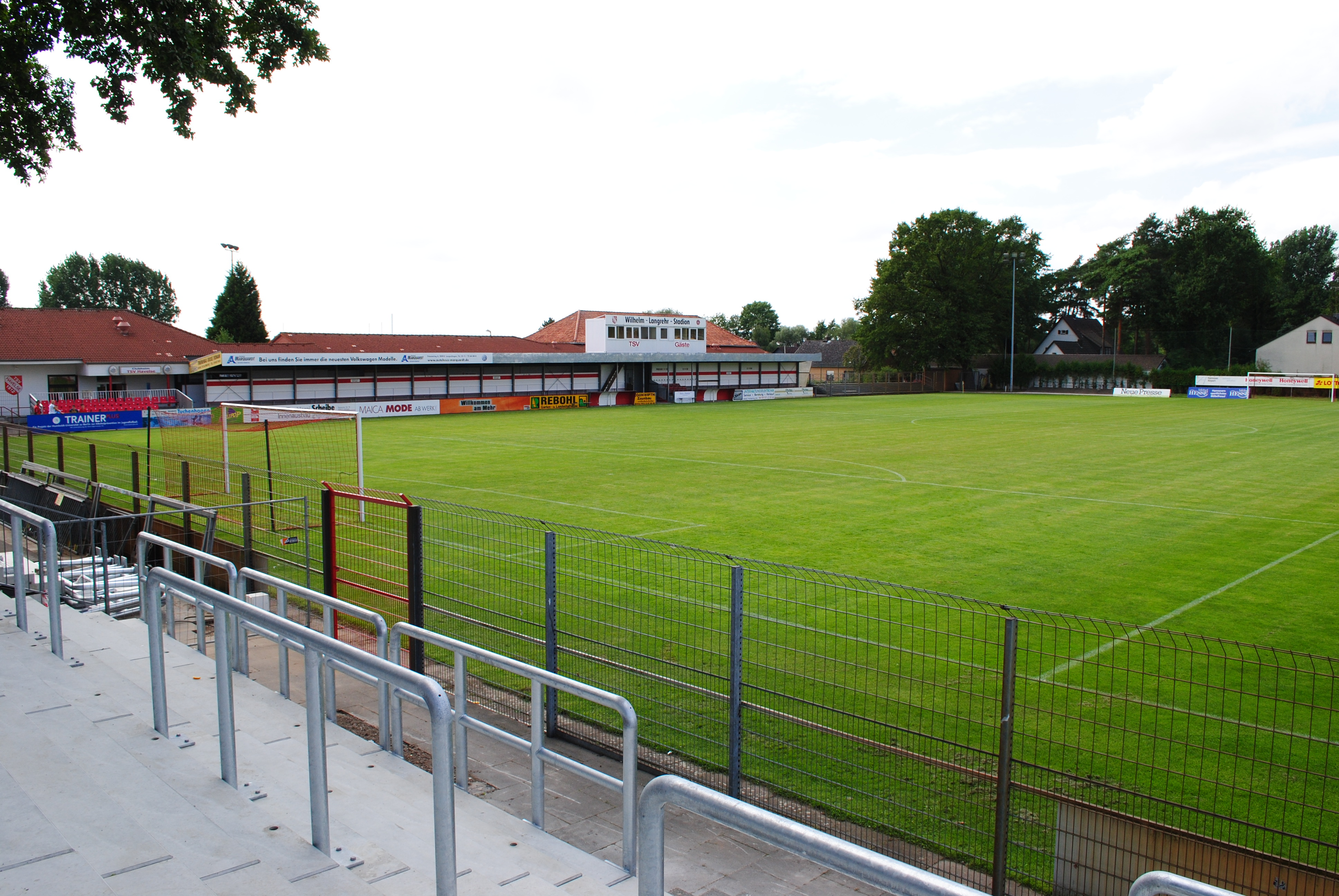
TSV ハーフェルゼがホームゲームを開催するヴィルヘルム＝ラングレール・シュタディオーン

#### サッカー
ハーフェルゼ地区は、1990/91年シーズンに TSV ハーフェルゼがブンデスリーガ2部でプレイしたことで全国的に有名になった。
このクラブは現在4番目のリーグであるレギオナルリーガ・ノルトに参加している。2021年6月19日に、レギオナルリーガ・バイエルンの FC シュヴァインフルト との昇格決定戦で2勝して3部リーグに昇格したが、1シーズンで再び降格となった。
TSV ハーフェルゼは、後に高位のリーグで指揮を執る指導者を多く輩出している；たとえば、アンドレ・ブライテンライター、フォルカー・フィンケ、フランク・パーゲルスドルフ、イェンス・トット、ヤン・ツィンマーマンなどである。
ホームゲームは通常ガルプセン＝ハーフェルゼのヴィルヘルム＝ラングレール・シュタディオーン（3,500人収容）で開催されている。このスタジアムは3部リーグでは使えなかったため、当時はハノーファー96のHDI-アレーナを使用していた。

#### ダンス
タンツツェントルム・クレスラーのダンスフォーメーション、特にディスコダンスおよびヒップホップ部門は、国内のコンクールで定期的に優秀な成績を収めている。フォーメーション・クレージー・クロコダイル・カンパニーは、2015年のヨーロッパ選手権および世界選手権でそれぞれ2位を獲得した。

#### 乗馬
ガルプセン＝オスターヴァルトには、放牧地の使用人が住んでいたことから、乗馬の長い伝統がある。オスターヴァルトの森やアウター低地の広い空き地が乗馬の機会を提供している。

#### チェス
1948年にガルプセン＝バーレンボステルでチェスクラブが設立され、多くの若者の参加者を集めてハノーファーの市庁舎前で「人間チェス」を開催した。チェスクラブ・ベーレンボステルは2008年にニーダーザクセン州クラスに昇格し、その選手たちは高齢者にも強さが知られるようになった。

## 経済と社会資本

### 技術・学術都市

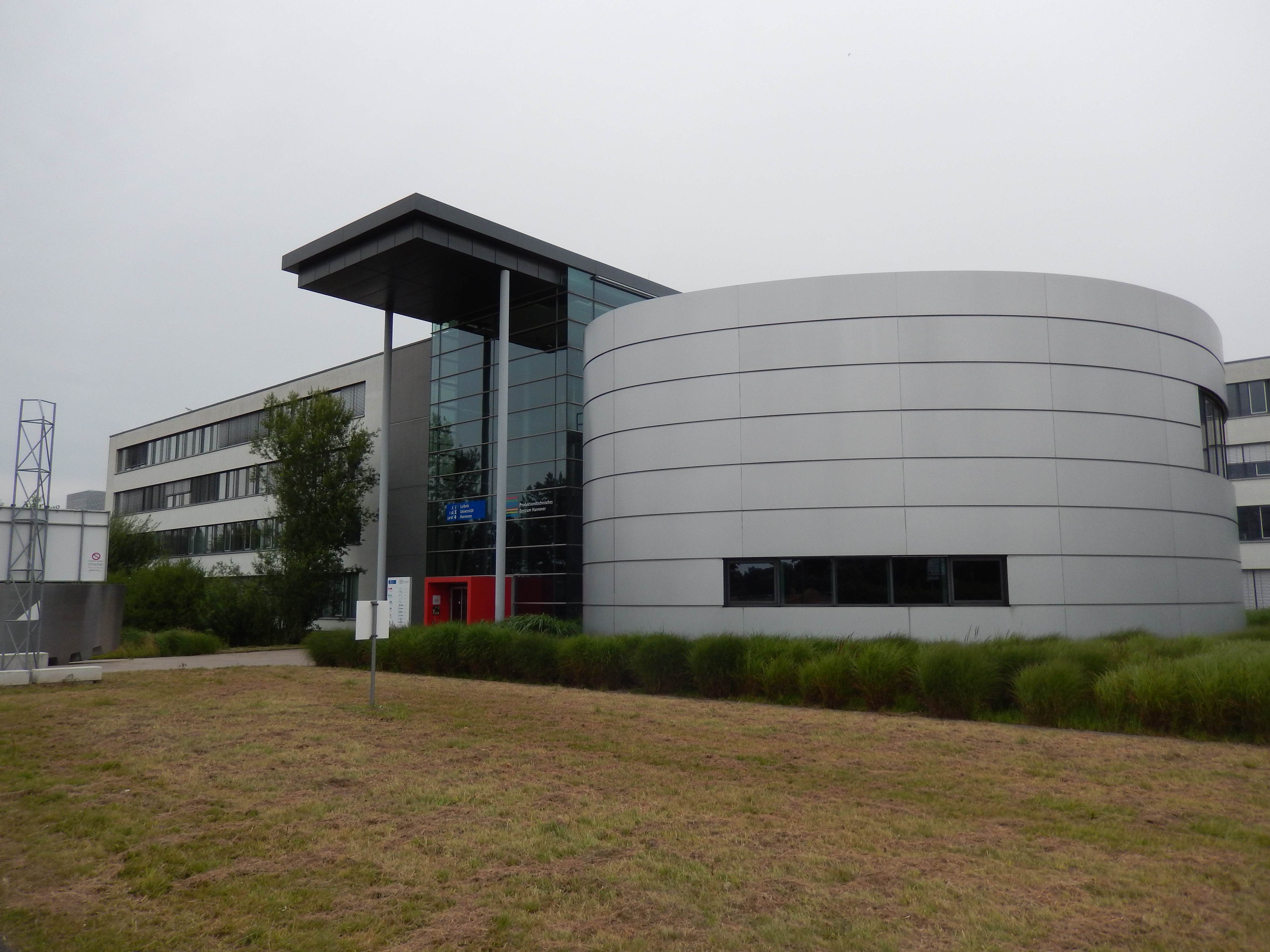
ライプニッツ大学ハノーファーの生産工学センター

技術・学術都市ガルプセンは過去20年間に大きなダイナミズムを経験した。14,160人の雇用者を擁するガルプセンはハノーファー広域連合の経済領域における重要な一部である。1999年から2014年までの間に社会保険支払い義務のある雇用者は10,738人から14,160人にまで、約 40 % 増加し、この街へ通う通勤者は3,000人以上増加した。アウトバーン A2号線（東西）や A7号線、連邦道 B6号線、ハノーファー空港といった重要な交通路に近いことが有利に働いてこうした発展がもたらされた。2006年の失業率は 15.6 % であったが、2015年には 7.2 % にまで半減した。この数値は連邦全体の平均値とほぼ同じである。2019年の失業率は 6.1 % であった。
ライプニッツ大学ハノーファーの生産技術センター (PZH) は、国際的に高い評価を得ている研究機関で、学術と経済の連携にとって重要な役割を果たしている。同じ場所には1997年からすでに大学の水中技術研究所があった。ここでは水中溶接技術や水噴射技術の開発、試験が行われている。これらの施設のすぐ隣に2019年にオープンしたガルプセン機械製造学科キャンパス内に「エネルギー転換のダイナミクス」棟が設けられている。2019/20年冬学期からライプニッツ大学の機械製造学科に籍を置く学生研究教員の全員、5000人以上が集められている。このキャンパスの総投資額は1億4千万ユーロを超える。
ガルプセンは大学に近く、ハノーファーのマリエンヴェルダー学術パークに隣接することで、たとえばレーザーオプティークや LPKF といったハイテク企業の本社が置かれている。

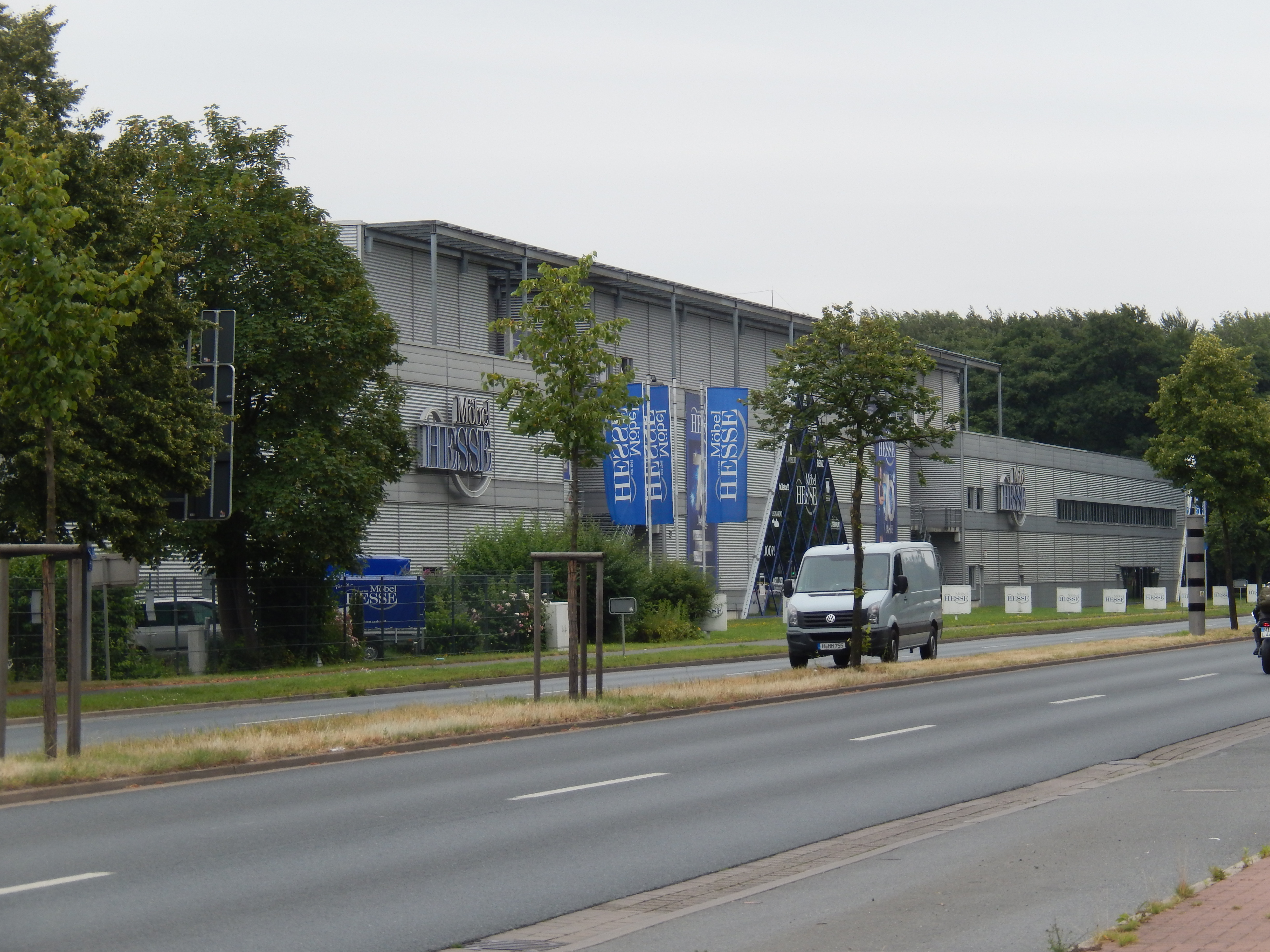
メーベル・ヘッセ

ガルプセンの経済は、主に中小企業が担っている。1972年から北ドイツ最大の家具販売店の1つであるメーベル・ヘッセが存在する。ザジキやアイオリなどの地中海食品を製造し、ヨーロッパ全土で販売しているアポステルス・グリーヒシェ・シュペツィアリテーテン GmbH は、ベーレンボステル地区に製造工場と管理部門を置いている。駆動技術の製造およびサービス会社 SWE-ユーロドライブは、ドイツに4つあるドライブ・テクノロジー・センターの1つをガルプセンで運営しており、ここに販売、サービス、エンジニアリングとシステムインテグレーション、教育訓練といった企業コンポーネントが統合されている。老人介護周辺の様々なサービスを提供する企業グループのハーネ・ホールディング GmbH は、この街に本社を置いており、マイエンフェルト市区にニーダーザクセン州最大級の養護施設の1つである「ハウス・デア・ルーエ」（380人の居住スペースを持つ）を運営している。2016年、ハノーファーに本拠を置くコンチネンタル AG の管理センター新設計画に市長のクリスティアン・グラールが自ら立候補を表明した事で、ガルプセンはドイツ全土の注目を集めた。この提案は、当初何人かの評論家によってマーケティング上の冗談だと思われていたのだが、一部建物の少ないガルプセン中心部の候補地はコンティグループ指導部の最終選考にまで残り、州都の提案にわずかに及ばなかっただけとなった。コンチネンタル AG の代表者エルマー・デーゲンハルトは2つの候補地について、コスト、交通の便、行政支援といった指標では同等であったと述べている。アマゾンは、ガルプセンに配送センターを有している。

### 交通

#### 近郊旅客交通
ガルプセンは、鉄道の駅がないニーダーザクセン州最大の都市であるが、ハノーファー・シュタットバーン 4号線が接続している。14分で Sバーンのラインハウゼン駅に到着し、ここからSバーンを使って約25分でハノーファー中心街に到着する。シュタットバーンのガルプセン中心部への延長は2025年に計画されている。
| 路線番号 | 経路 | 運行間隔                    |
| -------- | --- | --------------------------- |
| 4        | ガルプセン - アウフ・デア・ホルスト - マリエンヴェルダー - ラウッケルトホーフ - バーンホーフ・ラインハウゼン（Sバーンに接続） - ヘレンホイザー・ゲルテン - ライプニッツ＝ウニヴァージテート - ケーニヒスヴォルター・プラッツ - シュタイントーア - クレプッケ - エギディーントーアプラッツ - マリエンシュトラーセ - カントプラッツ - バーンホーフ・カール＝ヴィーヒェルト＝アレー（Sバーンに接続） - メディツィニシェ・ホーホシューレ - ローダーブルッフ | 10分（平日） 15分（日祝日） |

市バス126号線がアルトガルプセンとハーフェルゼ、マリエンヴェルダー、シュテッケンとを結んでいる。ハノーファー広域交通のバス路線が市内および近隣市町村を結んでいる。6分でハーフェルゼ、さらに8分でSバーンのゼールツェ駅に到着する431号線と、約21分でシュテリンゲンに、さらに26分でランゲンハーゲン・ミッテ駅に着く480号線がこれに含まれる。ランゲンハーゲン・ミッテ駅からは遠距離列車の他に数多くのニーダーザクセン州内の鉄道路線やSバーンの列車が発着する（ここから6分でハノーファー空港に到着する）。

#### 道路
連邦アウトバーン A2号線（1936年 - 1938年建造）と連邦道 B6号線（「ブレーマー・ヘールヴェーク」、18世紀に整備された）が市内を通っている。
ガルプセンにはパイロットプロジェクトとして、アマゾン配送センター前にドイツ初のバイク＝フラッシュが設けられた。

#### 船舶
1910年代にハーフェルゼとガルプセン（現在のアルトガルプセン）との間にミッテルラント運河 (MLK) が建設された。1915年から、ガルプセンの MLK-km 152.8 に商品貨物を積み込むためのノルトハーフェン（直訳: 北港）がある。この施設は極稀に使われるだけで、ここでの積込みは行われていない。近代化工事後この施設は、現在、レジャー船や旅客船が使用しており、近くのミューレンベルクスヴェークにはバス停もある。プレジャーボート用には MLK-km 151.9 に小型船を係留できる小さな桟橋（5 × 12 m）を備えたスリップウェイがある。

### 教育
ガルプセンには数多くの学校がある。ほぼすべての地区に基礎課程学校が存在している。ベーレンボステルには本課程学校、実科学校とそれに併設されたオーバーシューレ、ゲシュヴィスター＝ショル＝ギムナジウムからなる学校センター III がある。アウフ・デア・ホルスト市区には本課程学校、実科学校とオーバーシューレ、ヨハネス＝ケプラー＝ギムナジウムからなる学校センター I が、ガルプセン＝ミッテには、学校センター II に統合型総合学校の IGS ガルプセンがある。ライプニッツ大学ハノーファーの生産工学センター開設以後、ガルプセンは大学都市と呼ばれることがある。
2011年にニコラウス＝コペルニクス＝シューレが見出しを飾った。この本課程学校の校長アルベルト・ゾイファーが書状で蔓延する暴力に対する警察による保護を訴えた。校長は高齢のため引退し、2016年にガルプセンで育ったトルコ人の校長に交替した。

## 人物

### ゆかりの人物
- フォルカー・フィンケ（1948年 - ）サッカー指導者。TSV ハーフェルゼの選手であった。
- フランク・パーゲルスドルフ（ドイツ語版、英語版）（1958年 - ）サッカー指導者。ジュニア時代にTSV ガルプセンおよび TSV ハーフェルゼに所属した。
- エルドゥアン・アタライ（1966年 - ）俳優。IGS ガルプセンで学んだ。
- イェンス・トット（ドイツ語版、英語版）（1970年 - ）サッカー解説者。TSV ハーフェルゼに所属した。

## 関連図書
- Werner Kaemling; Heinrich Bremer; Hans Ehlich; Anton Freytag; Karl-Heinz Strehlke; Erhard Tegtmeyer; Hans Ulrich (1978). Stadt Garbsen. ed. Stadt Garbsen: Geschichtliche Entwicklung. Stadt Garbsen
- Wolfgang Schulze (1987). Rund um Seelze und Garbsen. Historische Streifzüge durch das Land zwischen Deister und Steinhuder Meer (2 ed.). Hannover: Harenberg Verlag. ISBN 978-3-89042-024-0
- Hans Ehlich (1993). Junge Stadt mit alter Geschichte. Aspekte der älteren Geschichte Garbsens zum 25jährigen Bestehen der Stadt. Druckhaus Harms. ISSN 0940-0974
- Christian Heppner (2005). Garbsen – Neue Mitte am Rand? Die Entstehung einer Stadt im suburbanen Raum 1945–1975. Ecrivir Verlag. ISBN 978-3-938769-02-7
- StadtArchivVerein Garbsen, ed (2011). „Wählbar sind die unbescholtenen Männer...“ Akteure der kommunalen Selbstverwaltung in den früheren Ortschaften der Stadt Garbsen. Garbsen: Philipp Schmidt Verlag. ISBN 978-3-87707-818-1